# Condado de Clarke (Geórgia)
O Condado de Clarke é um dos 159 condados do estado americano de Geórgia. A sede do condado é Athens, que também é sua maior cidade. O condado possui uma área de 314 km², uma população de 101 489 habitantes, e uma densidade populacional de 324 hab/km² (segundo o censo nacional de 2000). O condado foi fundado em 5 de dezembro de 1801.